# توم فريم
توم فريم (بالإنجليزية: Tom Frame)‏ هو مؤرخ أسترالي، ولد في 7 أكتوبر 1962 في Stanmore, New South Wales ‏ في أستراليا.